# Bethunepolder

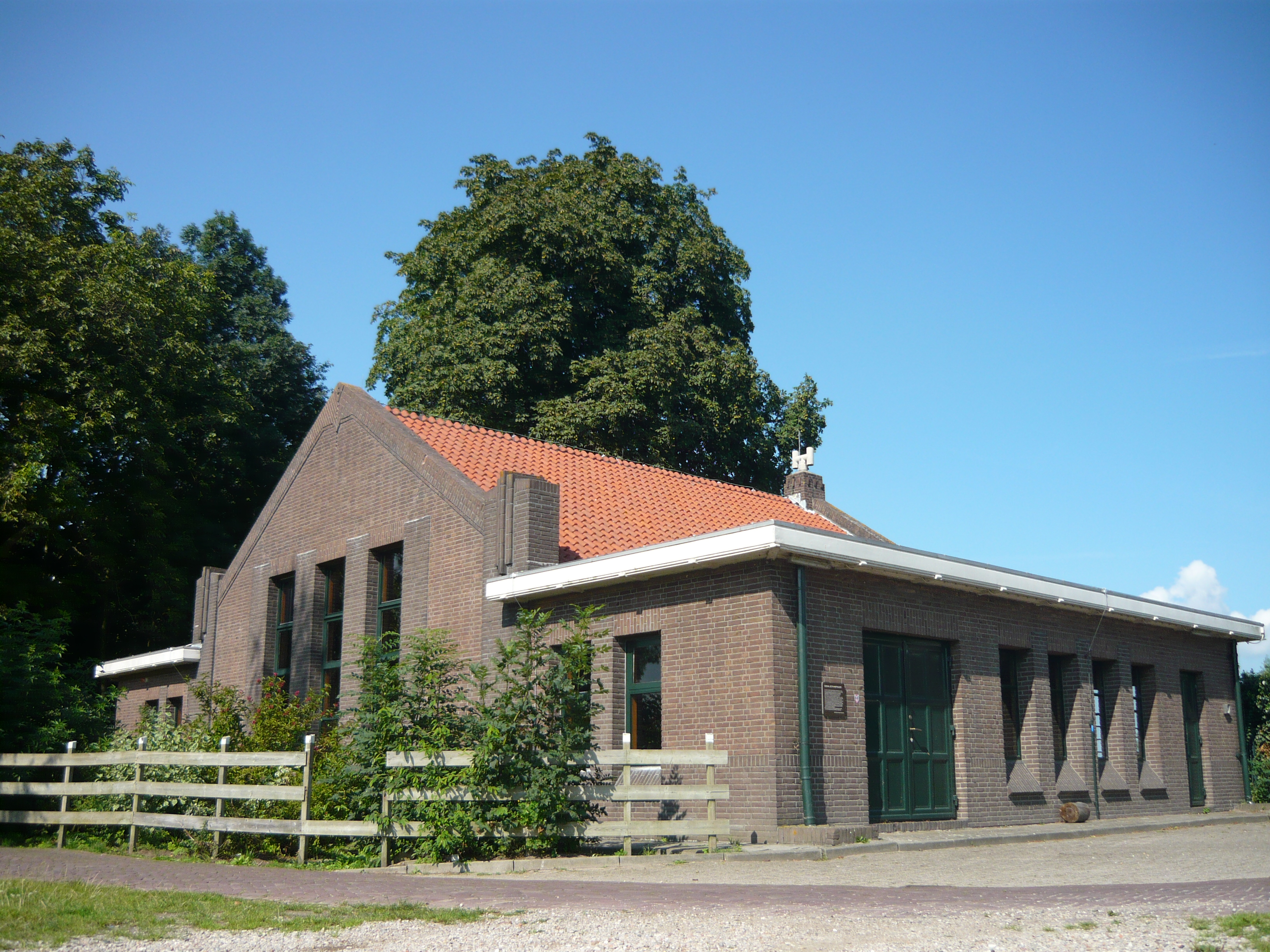
Oude gemaal Bethunepolder.

De Bethunepolder (een kwelpolder) bevindt zich net noordoostelijk van het dorp Maarssen in de gemeente Stichtse Vecht en ligt ingeklemd tussen de Maarsseveense- en Loosdrechtse Plassen (5e plas). De polder is onderdeel van het Utrechtse Noorderpark, een bijna 6000 hectare groot herinrichtingsplan waarin recreatie en natuurbehoud centraal staan. In de Bethunepolder komen veel bijzondere dier- en plantensoorten voor.

## Geschiedenis
In 1858 werd op initiatief van J. Huydecoper de Vereeniging tot droogmaking van de Tienhovens-Maarsseveense plassen opgericht, met als doel het droogleggen van het plassengebied. Die vereniging werd in 1866 ontbonden, door opwellend water was de droogmaking onuitvoerbaar.
De naam van de polder is ontleend aan de Belgische Auguste markies de Béthune (1802-1884). Rond 1880 slaagde de markies De Béthune er weliswaar in om de polder enigszins droog te krijgen, maar dit was lang niet droog genoeg voor de geplande land- en tuinbouw. In 1900 deed de markies zijn concessie van de hand. Ook een latere eigenaar, de Maarssenaar Anton August van Vloten, kreeg de bemaling niet voor elkaar. Hij ging zelfs failliet aan de hoge bemalingskosten.
Pas toen in 1930 het Gemeentelijk Waterbedrijf Amsterdam begon met oppompen van water, daalde het waterpeil zover dat veeteelt mogelijk werd in het grootste deel van de polder. Het noordwestelijke deel bleef echter te nat en bestaat nog steeds uit elzenbroekbos (bekend onder de naam 'het bosje van robinson') en uitgestrekte rietlanden. Het oude gemaal aan de Machinekade, een bijzonder industrieel monument, is niet meer in gebruik maar nog wel gebruiksgereed.
De polder ligt ver onder de zeespiegel, dit is ongeveer Normaal Amsterdams Peil (NAP) −2 meter in het zuidoosten van de polder tot NAP −3,5 meter in het westen.

## Waterwingebied
De 535 hectare grote polder is een uniek drinkwaterwingebied. Nergens anders ter wereld welt zoveel grondwater op als hier, namelijk 34 miljoen m³ water per jaar, dat is ruwweg 1000 liter per seconde. Hiervan wordt door Waternet, het waterleidingbedrijf van de gemeente Amsterdam, 25 miljoen m³ gebruikt voor de productie van het drinkwater voor de stad Amsterdam wat gelijk staat aan ongeveer een derde van de totale behoefte van de hoofdstad. De polder ligt 2,75 meter beneden het peil van de omringende polders en de aangrenzende Maarsseveense- en Loosdrechtse Plassen. Zonder bemaling zou het waterpeil iedere dag met zo'n anderhalve centimeter stijgen.
Het kwelwater wordt ondergronds aangevoerd en de oorsprong gaat terug tot de Utrechtse heuvelrug. Het zuurstofarme water is gemiddeld 50 jaar oud en van uitmuntende kwaliteit hoewel het aan de oppervlakte soms bruin is (door ijzer) en er een olieachtig laagje (humuszuur) op kan drijven. Deze bestanddelen worden er echter op simpele wijze uitgefilterd door toepassing van zandfiltratie en beluchting. Het uiteindelijke drinkwater is dan ook een van de beste in zijn soort. Hetzelfde water wordt ook door frisdrankfabrikanten verkocht.
Vanwege de grote kwetsbaarheid van deze polder zijn alle boerderijen en woonhuizen voorzien van elektronische waarschuwingssystemen welke een signaal geven bij bijvoorbeeld een defecte riolering. Tevens gelden er strenge regels voor bemesting.
Het kwelwater wordt via het Waterleidingkanaal naar de Waterleidingplas geleid. In deze plas wordt het water voorgezuiverd en na een verblijf van ongeveer 100 dagen wordt het water naar de productielocatie Weesperkarspel getransporteerd voor de finale behandeling tot drinkwater.